# Ưng quá chừng
"Ưng quá chừng" (cách điệu "ưng quá chừng") là một bài hát của nữ ca sĩ Amee, phát hành vào 5 tháng 3 năm 2023. Do Kai Đinh và TDK sáng tác, ca khúc sau khi ra mắt đã nhanh chóng tạo thành trào lưu trên TikTok và được nhiều người dùng hưởng ứng, cũng như lọt vào nhiều bảng xếp hạng âm nhạc khác nhau tại Việt Nam. Ngày 13 tháng 3 năm 2023, một phiên bản phát lặp của ca khúc được đăng tải lên YouTube theo yêu cầu từ số đông khán giả.

## Sáng tác

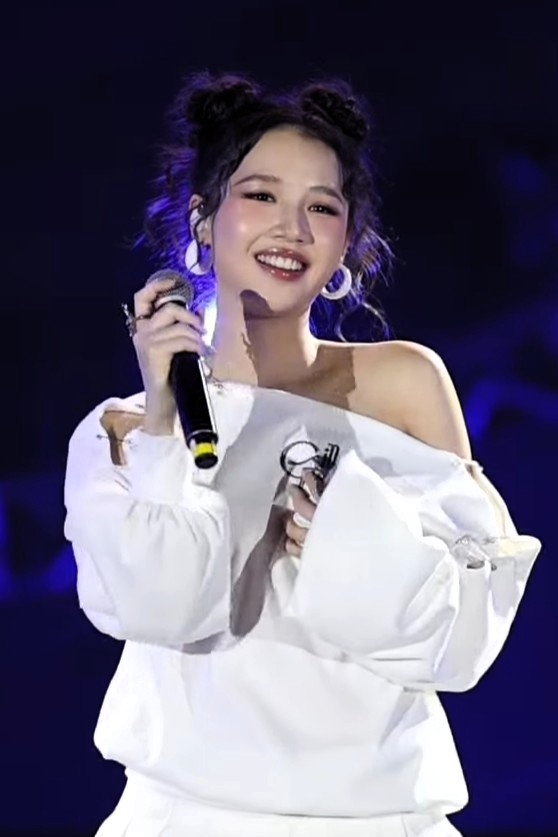
Amee là ca sĩ kiêm người thực hiện các vũ đạo của bài hát

Bài hát, với thời lượng 1:20, do Kai Đinh, TDK sáng tác và sản xuất âm nhạc bởi TDK. Đây là bộ đôi nghệ sĩ quen thuộc từng cùng hợp tác với Amee trong nhiều sản phẩm âm nhạc thành công trước đó. Bài hát được sáng tác riêng cho sản phẩm thuộc thương hiệu kem chống nắng Sunplay. Phía ê-kíp sản xuất đã nói rằng ca khúc sẽ chỉ được giữ nguyên ở thời lượng này và cũng không có kế hoạch sản xuất bản mở rộng cho sáng tác.
Ca khúc được mô tả mang tiết tấu nhanh, giai điệu vui nhộn, bắt tai và mang đầy không khí mùa hè. Sở hữu lời nhạc chỉ dài vỏn vẹn hai câu, tác giả bài hát đã mượn hình ảnh loài mèo để thể hiện niềm cảm nắng của một cô gái với chàng trai, với phần lời chứa nhiều câu "thả thích duyên dáng, gieo vần thú vị" mà "tinh nghịch với lối chơi chữ tài tình". Phần âm nhạc của "ưng quá chừng" được làm theo kiểu nhạc disco synthwave, vốn là một trong số những đặc trưng của nhạc trẻ Trung Quốc vào thập niên 2020. Trong đó, phần điệp khúc là điểm nhấn của bài.

### Phát hành
Từ tối ngày 1 tháng 3, Amee đã công bố poster cho ca khúc như là dự án mở màn cho hoạt động của cô trong năm 2023. Lịch trình phát hành bài hát gồm 3 mốc là vào lúc 19:00 ngày 3 tháng 3, 5 tháng 3 và 8 tháng 3 năm 2023 – Ngày Quốc tế Phụ nữ. Đến ngày 2 tháng 3 cùng năm, Amee đăng bản teaster ca khúc kèm vũ đạo nhảy lên nền tảng TikTok. Phần biên đạo bài hát do RedCat thiết kế; anh cho biết động tác của bài hát bắt chước theo hành động của mèo khi làm nũng, bước đi. Ngày 10 tháng 3, video âm nhạc bài hát và vũ đạo đã chính thức được đăng tải lên YouTube.

## Tiếp nhận
Sớm sau khi phát hành, ca khúc đã "gây nghiện" cho giới trẻ, đông đảo nhất là gen Z, và tạo thành xu hướng mới trên TikTok nhờ điệu nhảy đi kèm giai điệu bài hát. Nhiều người dùng của nền tảng, các nghệ sĩ nổi tiếng đã cover lại điệu nhảy ca khúc. Hàng trăm nghìn video trên nền tảng này sử dụng bài hát làm nhạc nền và cover, thu hút con số triệu lượt xem. Câu hát đầu của bài và tiếng kêu "meo meo" trong phần lời hát cũng tạo thành xu hướng lớn trên nhiều nền tảng mạng xã hội khác. Các câu chơi chữ trong bài hát đã trở thành lời cửa miệng bởi nhiều người trên mạng xã hội. Độ nổi tiếng của bài hát còn lan tỏa rộng rãi hơn khi một câu hát tại bài làm nổ ra tranh luận lớn trong cộng đồng mạng.
"Ưng quá chừng" đã debut ở vị trí thứ 3 tại bảng xếp hạng Billboard Vietnam Hot 100 suốt ba tuần liên tiếp, là thành tích cao nhất của bài hát trên bảng xếp hạng; thứ 2 và 1 lần lượt ở hai bảng xếp hạng âm nhạc Spotify và Apple Music Việt Nam; đồng thời đạt thứ hạng cao nhất là 6 trên Zing Music Chart. Video nhảy chính thức của ca khúc cũng lọt vào top 12 mục Âm nhạc thịnh hành của YouTube Việt Nam.
Vào ngày 13 tháng 3, theo yêu cầu từ số đông khán giả, một phiên bản phát lặp (loop version) dài 5:17, trong đó tổng hợp lại gần 100 video cover điệu nhảy bài hát trên TikTok, đã được đăng tải lên YouTube và sau hai tuần thu về 3,3 triệu lượt xem, hơn 1000 bình luận và đứng top 3 mục Âm nhạc thịnh hành Việt Nam.

### Đánh giá chuyên môn
Nhạc sĩ kiêm nhà phê bình âm nhạc Nguyễn Quang Long của báo Thể thao & Văn hóa đã chấm điểm ca khúc 7,0 trên thang điểm 10, gọi bài hát là một "ca khúc mang tính giải trí trên không gian số", đem lại cho người nghe cảm giác "thoải mái, vui vui [...] tinh thần trẻ trung, hồn nhiên khi tiếp cận". Ông cũng đánh giá cao cách chơi chữ trong ca khúc và vũ đạo khi góp phần vào sự hưởng ứng từ người nghe với bài hát; so sánh lối chơi chữ của bài với hành động nói lái trong văn hóa dân gian Việt Nam xưa và nhận định bài hát chứng minh thế hệ hoạt động âm nhạc trẻ trong nước "hoàn toàn đủ bản lĩnh tạo ra hoặc tham gia các "cuộc chơi" với giới trẻ các nước".
Tuy vậy, ông đánh giá "ưng quá chừng" chỉ nằm ở "lưng chừng giữa tạo trend và theo trend", theo đó ca khúc "dường như không tìm thấy những gì đặc biệt để phải nhớ và nhắc tới trong hòa âm, màu sắc tiếng nhạc". Người viết cũng cho rằng tác phẩm dường như là "trend phái sinh" từ bài hát nổi tiếng trên Douyin trước đó "Học tiếng mèo kêu", vốn đã phổ biến đến mức được nhiều người gọi là "huyền thoại", và đưa ra quan điểm chỉ nên nhìn nhận sáng tác trên tinh thần "thực hiện cho vui [...] "thay đổi không khí"".

## Bảng xếp hạng

### Xếp hạng tuần
| Bảng xếp hạng (2023)            | Vị trí cao nhất |
| ------------------------------- | --------------- |
| Việt Nam (Top bài hát Việt Nam) | 3               |

## Lịch sử phát hành
| Khu vực  | Ngày                | Định dạng                       | Phiên bản | Nền tảng                         | Hãng                 |
| -------- | ------------------- | ------------------------------- | --------- | -------------------------------- | -------------------- |
| Việt Nam | 5 tháng 3 năm 2023  | Phát trực tuyến Tải kỹ thuật số | Gốc       | Spotify • Apple Music • Zing MP3 | St.319 Entertainment |
| Việt Nam | 10 tháng 3 năm 2023 | Video âm nhạc                   | Gốc       | YouTube                          | St.319 Entertainment |